# Gioia Benelli

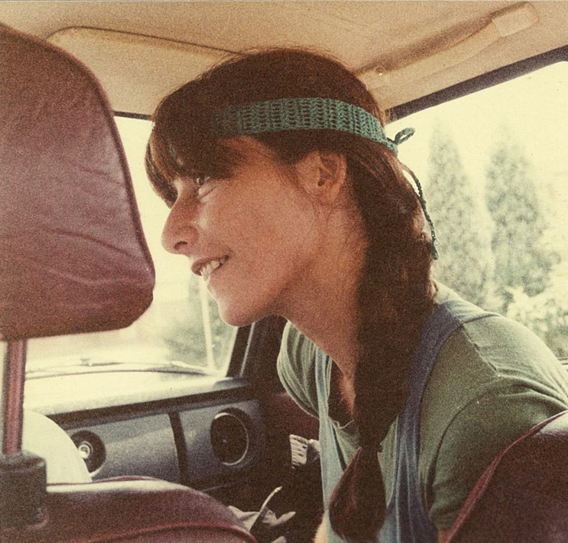
Gioia Benelli

Gioia Benelli ist eine italienische Dokumentarfilmerin und Regisseurin.

## Leben
Benelli begann als Regieassistentin bei Mino Guerrini und Gianni Serra. Anschließend drehte sie etliche Dokumentarfilme, was sie bis heute tut. Nach zwei Zusammenarbeiten als Spielfilm-Regisseurin drehte sie mit Cuore di mamma 1987 ihren ersten eigenen Film. Nach einem 1998 entstandenen Drehbuch trat sie erst wieder 2007, erneut als Ko-Regisseurin, in Erscheinung. Das Buch zu diesem Film erschien im Folgejahr.

## Filmografie

### Spielfilm
- 1984: Addio à Enrico Berlinguer (Co-Regie)
- 1985: Specchi palese (Co-Regie, Fernsehfilm)
- 1987: Cuore di mamma
- 2007: Civico zero (Co-Regie)

### Dokumentarfilm
- 1982: La prima tessera
- 1989: Antonio Gramsci
- 2001: Eine andere Welt ist möglich (Un altro mondo è possibile) (Co-Regie)